# Malkerns
Malkerns é uma cidade de Essuatíni localizada no distrito de Manzini.